# Museu do Petit Palais
O Museu do Petit Palais (em francês:  Musée du Petit Palais) é um museu de arte de Avinhão, França.
O edifício onde se instala é chamado de Petit Palais (em português: Palácio Pequeno) para distingui-lo do grande Palácio dos Papas que fica próximo. Foi construído pelo cardeal Bérenger de Frédol, o Velho, aproximadamente entre 1318 e 1320. Em sua morte o palácio foi adquirido pelo cardeal-sobrinho Arnaud de Via, sobrinho do Papa João XXII, junto com outros prédios. Após a morte do proprietário o palácio permaneceu vago até que o Papa Bento XII o comprou para ali instalar a sede do bispado local. A construção foi então restaurada e ampliada com um claustro.

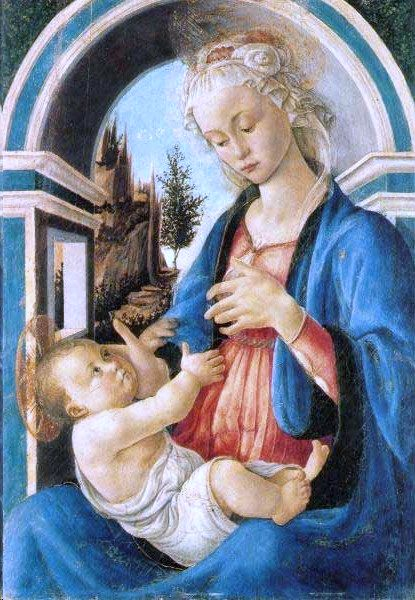
Botticelli: A Virgem e o Menino, 1467

Durante o Grande Cisma do Ocidente o palácio foi fortificado e serviu como uma cidadela, mas foi bombardeado e sofreu pesados danos. Sua forma atual data do século XVI, graças às intervenções ordenadas pelos bispos Alain de Coëtivy e seu sucessor Giuliano della Rovere, futuro papa Júlio II, que mandaram adornar as fachadas seguindo o estilo renascentista. O palácio foi secularizado e vendido durante a Revolução Francesa e no século XIX se tornou uma escola. Em 1961 o prédio foi restaurado pelo arquiteto Jean Sonnier, suprimindo-se os acréscimos realizados durante sua ocupação anterior, e a partir de 1976 passou a servir como sede do museu.
O Museu do Petit Palais abriga uma das mais importantes coleções de arte gótica e renascentista italiana fora da Itália, e um bom conjunto de peças regionais do mesmo período, um acervo que foi formado a partir de outras duas coleções: a do Museu Calvet, que contribuiu com peças oriundas da região de Avinhão, e a Coleção Campana, reunida por Giampietro Campana, um importante colecionador italiano do século XIX. Rico proprietário de terras, industrial e banqueiro papal, tinha interesses enciclopédicos e adquiriu antiguidades e objetos de arte, totalizando quase 15 mil itens. Sua coleção ganhou renome internacional mas os fundos de Campana, todos empregados em sua paixão colecionista, esgotaram, causando a ruína do banco e também a sua. Em 1857 ele acabou preso por uma dívida de um milhão de escudos. Condenado a vinte anos de cárcere, por intervenção de Napoleão III sua sentença foi comutada em degredo perpétuo e confisco de bens. No processo, sua coleção de arte foi comprada pela França e instalada no Palais de l'Industrie, em Paris. Entretanto, o Palais de l'Industrie foi fechado logo depois e sua coleção, dispersa. Parte dela foi reagrupada em 1976 para formar o atual museu. Além de exibir seu  acervo próprio, o Museu realiza exposições temporárias de arte antiga e contemporânea, bem como outras atividades educativas.